# Vrbovac (Blace)
Vrbovac (em cirílico: Врбовац) é uma vila da Sérvia localizada no município de Blace, pertencente ao distrito de Toplica, na região de Toplica. A sua população era de 151 habitantes segundo o censo de 2011.

## Demografia
| 1948 | 1953 | 1961 | 1971 | 1981 | 1991 | 2002 | 2011 |
| ---- | ---- | ---- | ---- | ---- | ---- | ---- | ---- |
| 566  | 598  | 503  | 403  | 290  | 244  | 161  | 151  |